# Бокк, Владимир Владимирович
Влади́мир Влади́мирович Бокк (род. 18 июня 1953, Челябинск, СССР) — советский и российский инженер ВАЗа, депутат Государственный думы VII созыва по Тольяттинскому одномандатному избирательному округу 159 (2016—2021) фракции Единая Россия.

## Биография
Владимир Бокк родился 18 июня 1953 года в Челябинске. Окончил машиностроительный техникум в Кокчетаве, после чего с 1972 по 1974 год проходил службу в Советской Армии, в инженерных войсках.
После выхода в запас переехал в Тольятти. С 1974 года работал на «АвтоВАЗе» последовательно оператором, инженером, начальником участка, заместителем начальника цеха. Одновременно с работой продолжал образование, в 1980 году окончил Тольяттинский политехнический институт по специальности «Технология машиностроения», была присвоена квалификация «инженер-механик».
В 1989—1994 годах начальник цеха № 38 механо-сборочного производства МСП ОАО «АВТОВАЗ».
В 1994—1994 годах занимал должность начальника производства по ремонту и обслуживанию оборудования МСП ОАО «АВТОВАЗ».
В 1995—1996 годах заместитель директора МСП ОАО «АВТОВАЗ».
В 1996—2014 годах директор МСП ОАО «АВТОВАЗ».
В 2014—2016 годах советник вице-президента по персоналу и социальной политике ОАО «АвтоВАЗ».
В 2013—2016 годах председатель общественного Совета Автозаводского района Тольятти.
С 2009 года член политического совета партии «Единая Россия» тольяттинского регионального отделения. В 2011 году Владимиру Бокку был передан вакантный мандат депутата Тольяттинской городской думы (на непостоянной основе). Бокк был членом партийной фракции, заместителем председателя постоянной комиссии гордумы по бюджету и экономической политике. В 2013 году был вновь избран в гордуму по списку от партии «Единая Россия» (на непостоянной основе), возглавил партийную фракцию.
В 2016—2021 годах депутат Государственной Думы 7 созыва по Тольяттинскому одномандатному округу № 159. Член комитета государственной думы по экономической политике, промышленности, инновационному развитию и предпринимательству.
28 января 2019 года Владимир Бокк был избран секретарём тольяттинского местного отделения партии «Единая Россия», сменив Н. А. Ренца.
В 2016—2021 годах депутат Государственной думы седьмого созыва по Тольяттинскому одномандатному избирательному округу № 159 от партии «Единая Россия».
С 2021 года депутат Самарской Губернской думы по партийному списку партии «Единая Россия».

## Депутат Государственной думы РФ
В 2016 году Владимир Бокк был избран депутатом Государственной Думы VII созыва по одномандатному избирательному округу № 159, опередив (34,7 % против 31,09 %) кандидата от партии «КПРФ», депутата Государственной Думы Л. И. Калашникова. Член фракции «Единая Россия», член комитета государственной думы по экономической политике, промышленности, инновационному развитию и предпринимательству.
В 2017 году входил в члены конкурсной комиссии по отбору кандидатов на должность главы городского округа Тольятти, по итогу которого главой города был назначен С. А. Анташев.
В том же году создал Координационный Совет при депутате Государственной Думы РФ Владимире Бокке, под председательством арбитражного управляющего Натальи Гасановой.
В 2018 году депутатом в Государственной Думе проголосовал за повышение пенсионного возраста.
За 2020 год Депутат Государственной думы от Тольятти Владимир Бокк заработал 6,386 млн руб. Имеет в собственности земельный участок 1500 м². Жилой дом в Подстёпках 275 м². Квартиру с женой в долевой собственности, три гаража, снегоход. Депутат ГД Владимир Бокк предпочитает иметь в собственности японский внедорожник Toyota Highlander. В 2020 году патриотично сменил второй свой автомобиль Ford Focus на тольяттинскую LADA Vesta GFL120.
В 2021 году по итогу предварительного голосования Единой России (2021) в Самарскую Губернскую думу, занял второе место, уступив первое место депутату Е. И. Кузьмичёвой. Однако он всё равно был выдвинут первым номером в партийном спике в областную думу.

## Награды и звания
- Орден «Знак Почёта» (1991)[2];
- Знак «Почётный машиностроитель Российской Федерации» (2001)[2];
- Знак Федерации независимых профсоюзов России «За содружество» (2009)[19];
- Ветеран Волжского автомобильного завода (1994)[2].